# Ivona Bogoje
Ivona Bogoje je hrvatska košarkašica, članica hrvatske košarkaške reprezentacije.

## Karijera
Bila je sudionicom kvalifikacijskog ciklusa za EP 1999. godine.
Zbog ozljede otpala je s popisa za Mediteranske igre 2005. godine.